# Robert Lewandowski
Robert Lewandowski (pronúncia en polonès [ˈrɔbɛrt lɛvanˈdɔfskʲi] ( escolteu-ho); Varsòvia, 21 d'agost del 1988) és un futbolista professional polonès que juga com a davanter al FC Barcelona de la Lliga espanyola i és capità de la selecció nacional de Polònia. Reconegut per la seva col·locació, tècnica i definició, és considerat un dels millors davanters de tots els temps, així com un dels jugadors més reeixits de la història de la Bundesliga. Ha marcat més de 700 gols entre clubs i  selecció.

## Biografia

### Primers passos
Lewandowski va començar la seva carrera del MKS Varsovia, on va jugar durant de set anys. Posteriorment passaria al Delta de Varsòvia, amb el qual arribaria a jugar amb el primer equip, marcant 4 gols.
La temporada 2006–07, Lewandowski va esdevenir el màxim golejador de la tercera divisió polonesa, ajudant així el Znicz Pruszków a superar la promoció d'ascens. La temporada següent seria el màxim golejador de la segona divisió amb 21 gols.

### Lech Poznań

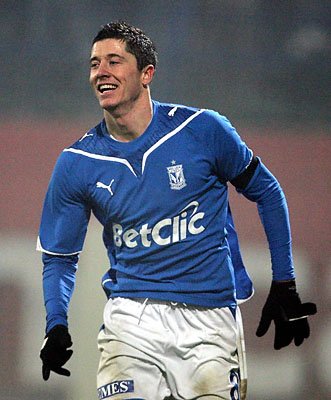
Lewandowski durant un partit del Lech Poznań la temporada 2009-10.

El juny de 2008 el Lech Poznań va fitxar Lewandowski, procedent del Znicz Pruszków, per un total d'1,5 milions de zlotys. Poc abans, aquell mateix mes, Cezary Kucharski, l'agent del jugador polonès, havia ofert Lewandowski a l'Sporting de Gijón, acabat d'ascendir a la Primera Divisió espanyola després de deu anys. No obstant, l'equip asturià va decidir no contractar-lo.
El seu debut amb el Lech es va produir el juliol d'aquell any, entrant durant la segona part del partit de primera ronda de la Copa de la UEFA que encarava als polonesos amb el Xəzər-Lənkəran de l'Azerbaidjan. En aquell enfrontament Robert va marcar l'únic gol del partit. Pel que fa al seu debut en lliga regular, Lewandowski va entrar a la segona part del primer partit de la temporada, que enfrontava el Lech amb el GKS Bełchatów. Quatre minuts després el jugador polonès marcaria el seu primer gol en lliga. Aquella temporada 2008-09 Robert Lewandowski seria el segon màxim golejador de la primera divisió polonesa. La temporada següent seria el màxim golejador, amb 18 gols, ajudant així el seu equip a guanyar la lliga 2009-10.

### Borussia Dortmund
Després de molts rumors i especulacions sobre el futur de Lewandowski a causa de l'interès de diversos equips, el jugador polonès va fitxar pel Borussia Dortmund el juny de 2010, signant un contracte per 4 anys amb el conjunt alemany i un traspàs al voltant dels 4,5 milions d'euros. El 19 de setembre va aconseguir el seu primer gol en lliga en marcar el tercer gol en una victòria per 3-1 contra el Schalke 04.
La temporada 2011-12 Lewandowski va aprofitar una lesió del seu company Lucas Barrios per convertir-se en el davanter titular de l'equip a partir de la parada hivernal. El jugador polonès va aprofitar-ho marcant dos gols en una victòria per 3-0 del partit de primera ronda de copa contra el SV Sandhausen. Lewandowski va obrir el seu compte golejador en lliga en una victòria per 2-0 contra el Nürnberg el 20 d'agost de 2011, finalitzant una acció ofensiva de Mario Götze. L'1 d'octubre Lewandowski va aconseguir un hat-trick i va fer una assistència en la victòria del Borussia per 4-0 davant del FC Augsburg. El Dortmund va aconseguir escalar fins a la segona posició gràcies a la victòria per 5-0 contra el FC Köln el 22 d'octubre, amb Lewandowski marcant un gol en cada part. Més endavant, el 17 de desembre, el jugador polonès aconseguiria dos gols i una assistència contra l'SC Freiburg, partit que els de Dortmund acabarien guanyant per 4-1. Gràcies a la bona actuació que estava tenint Lewandowski aquella temporada, va ser nomenat Futbolista polonès de l'any.
Després de la parada hivernal, el 22 de gener el Borussia va golejar a l'Hamburger SV per 5–1, aconseguint empatar amb l'FC Bayern de Múnic al capdavant de la classificació; en aquell partit, Lewandowski va marcar dos gols i en va assistir un altre a Jakub Błaszczykowski. També va marcar l'únic gol en una victòria per 1-0 contra el Bayern de Múnic l'11 d'abril. Aquesta victòria va provocar que l'equip de Dortmund se situés sis punts per sobre del seu rival en la lluita pel títol de lliga a falta de 4 jornades per la finalització d'aquesta. El 21 d'abril, Lewandowski assistia a Shinji Kagawa perquè aquest marqués el segon gol de la victòria per 2-0 contra el Borussia Mönchengladbach que donava al Borussia Dortmund el seu vuitè títol de lliga. En l'últim partit de lliga Lewandowski encara va marcar dos gols més en una victòria per 4-0 contra el Freiburg. Lewandowski va acabar la temporada 2011-12 com a tercer màxim golejador de la lliga amb 22 gols. En el tram final de la temporada, el jugador polonès també va marcar un hat-trick en la victòria del Borussia sobre el Bayern per 5-2 en la final de la Copa alemanya, que atorgava a l'equip de Dortmund el seu primer doblet de tota la història. Lewandowski va acabar com a màxim golejador del torneig de copa amb 7 gols en 6 partits.

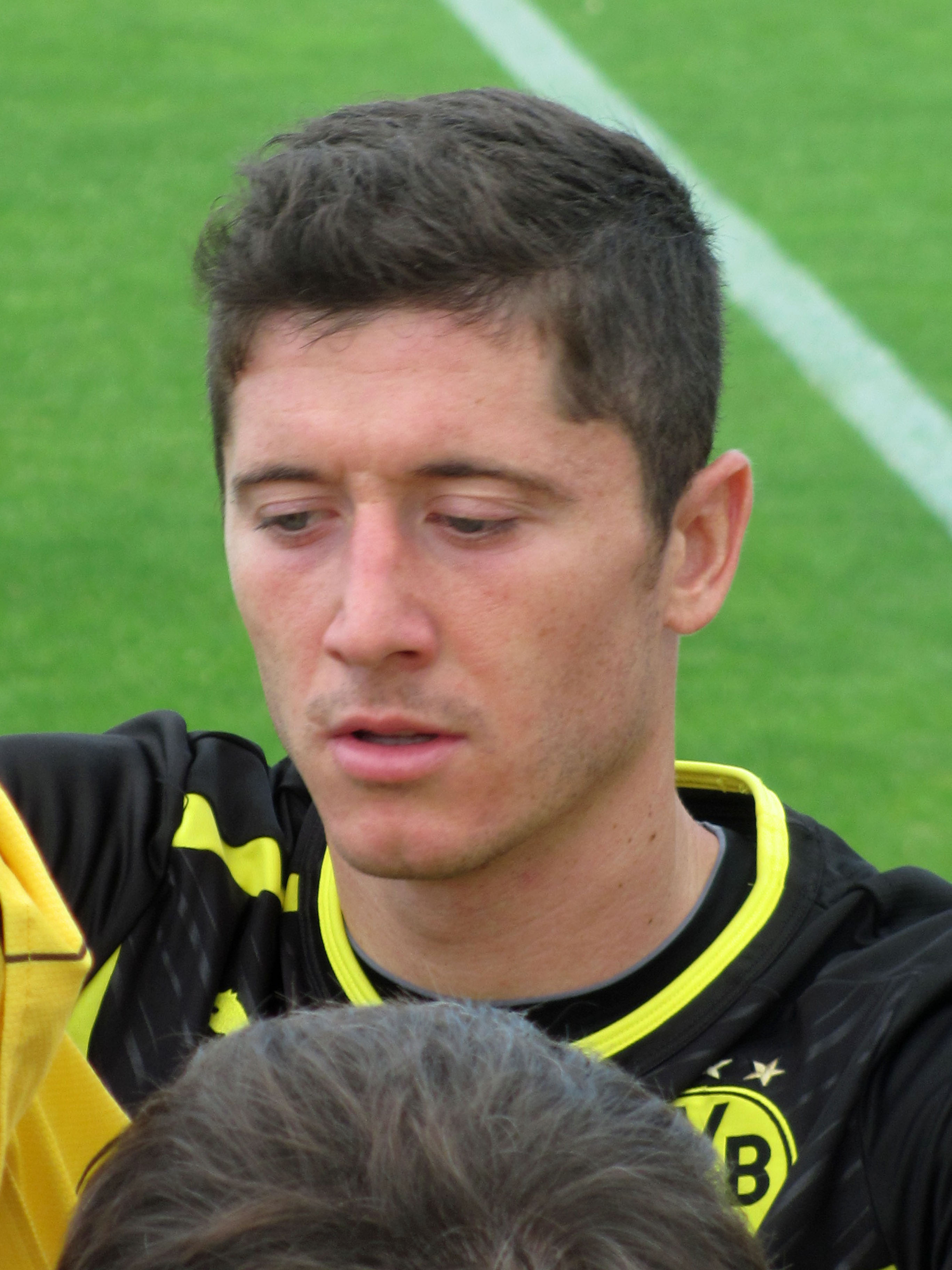
Lewandowski firmant autògrafs la temporada 2012-13.

La temporada 2012-13 va començar amb Lewandowski ja consolidat com a titular de l'equip. El seu primer gol el va aconseguir en una victòria per 3-0 contra el Bayer Leverkusen el 15 de setembre de 2012. Va aconseguir batre el rècord del club del jugador amb més partits consecutius marcant, establint la nova marca en 12 partits seguits, superant així a Friedhelm Konietzka, que tenia el rècord des de la temporada 1964-65. El jugador polonès va acabar la lliga amb 24 gols, només un per sota del màxim golejador, Stefan Kießling; Lewandowski només es va perdre tres partits, dos dels quals per culpa d'expulsions les jornades anteriors.
Pel que fa a la Lliga de Campions, el Borussia va aconseguir arribar fins a la final, on es va enfrontar al Bayern de Múnic. Lewandowski es va estrenar en el primer partit, marcant al minut 87 en una victòria per 1-0 contra l0 Ajax d'Amsterdam. Al febrer de 2014, el director esportiu del Borussia, Michael Zorc, va exposar que Lewandowski no volia renovar amb l'equip de Dortmund, el que feia pensar que abandonaria l'equip l'estiu de 2013 o al finalitzar la temporada 2013-14. El 24 d'abril, Lewandowski va esdevenir el primer jugador a marcar quatre gols en un partit de semifinal de la Champions League després d'assolir aquesta fita davant del Reial Madrid en la victòria del Dortmund per 4-1. El 25 de maig va disputar la final de la Lliga de Campions davant del Bayern en la derrota del Borussia per 2-1.
El 27 de juliol de 2013 Lewandowski va guanyar la Supercopa alemanya amb el Dortmund després de derrotar 4-2 al Bayern de Múnic. El seu primer gol de la temporada 2013-14 el va aconseguir en una victòria per 4-0 contra l'Augsburg en la primera jornada de lliga, el 10 d'agost. L'1 de novembre, va marcar el seu únic hat-trick de la temporada en una victòria per 6–1 a la Bundesliga contra el VfB Stuttgart. El 25 de febrer Lewandowski va marcar dos gols contra l'Zenit de Sant Petersburg en el partit d'anada de vuitens de final de la Lliga de Campions, convertint-se així en el màxim golejador històric del Borussia en competicions europees, superant els 16 gols de Stéphane Chapuisat. Lewandowski va acabar aquella temporada com a màxim golejador de la Bundesliga amb 20 gols. També va aconseguir 6 gols a la Champions League, on el Borussia va caura eliminat als quarts de final.

### Bayern de Múnic
El novembre de 2013 es va confirmar que Lewandowski havia signat un pre-contracte amb l'FC Bayern de Múnic, un dels màxims rivals del Borussia de Dortmund, que es va oficialitzar el 3 de gener de 2014; el jugador polonès va signar un contracte per 5 anys, i es va afegir a l'equip de Múnic a principis de la temporada 2014-15. Lewandowski va ser presentat oficialment com a nou jugador del Bayern el 9 de juliol de 2014.
El seu primer partit oficial amb el Bayern es va produir en una derrota per 2-0 del seu equip en la Supercopa alemanya 2014 davant del Borussia el 13 d'agost. El seu primer gol el va aconseguir en un empat a 1 contra el Schalke 04 en partit de lliga.
El 22 de setembre de 2015, en un partit de la Bundesliga contra el Wolfsburg, marcà 5 gols en només 9 minuts, entre els minuts 51 i 60 de joc, sortint al terreny de joc a la segona part.

### FC Barcelona
El 16 de juliol de 2022, el president del FC Bayern de Múnic va anunciar que el club havia arribat a un acord verbal amb el FC Barcelona pel traspàs de Lewandowski, amb un contracte per quatre anys, per 45 milions d'euros de traspàs, més cinc en variables. El contracte inclou una clàusula de rescissió de 500 milions d'euros.
El 7 d'agost de 2022, va marcar el primer gol amb el Barça en una victòria per 6–0 contra els mexicans de la UNAM al trofeu Joan Gamper de pretemporada, al Camp Nou. Va debutar oficialment en el primer partit de la lliga al Camp Nou, el 13 d'agost de 2022, en un empat 0-0 contra el Rayo Vallecano.

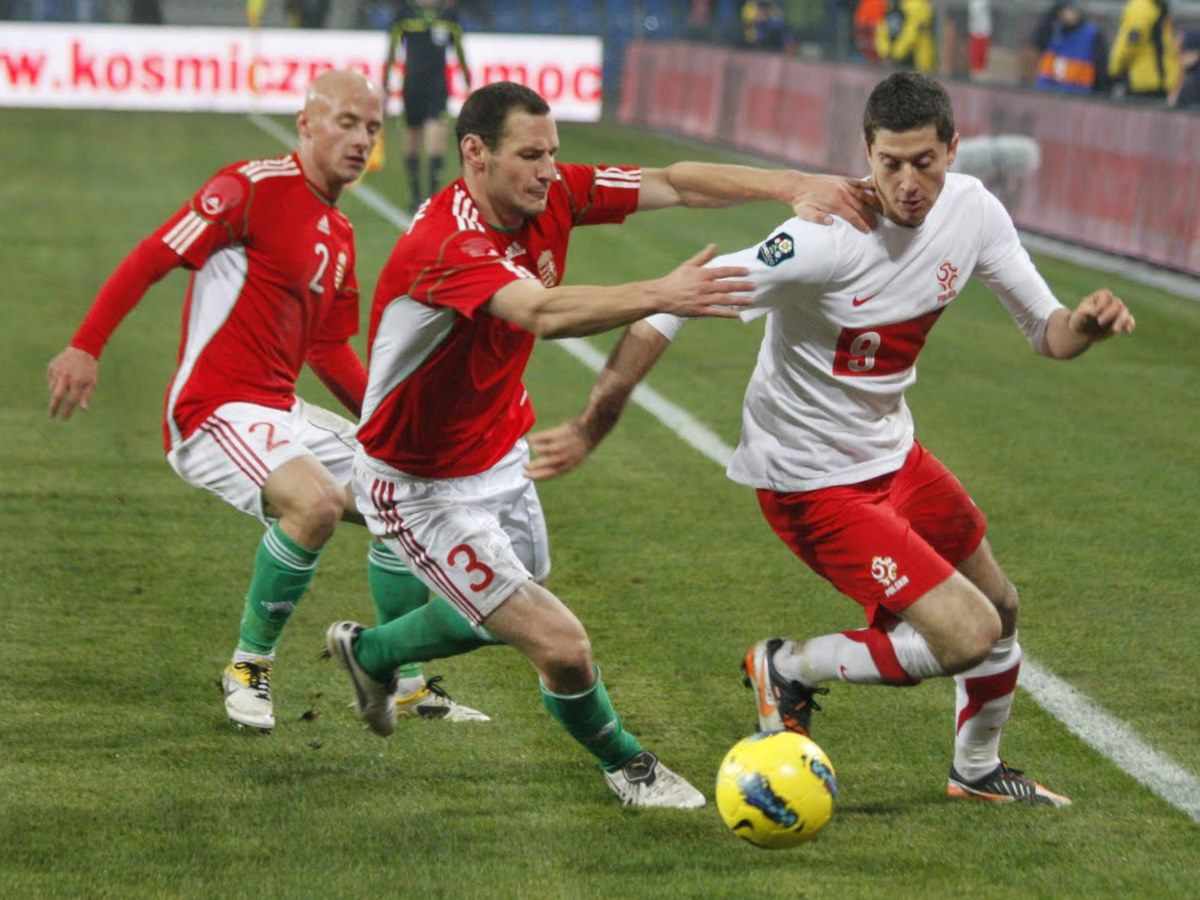
Lewandowski (dreta) jugant amb Polònia contra Hongria.

## Selecció polonesa
Lewandowski va disputar tres partits amb la selecció de futbol de Polònia sub-21, en partits amistosos contra Anglaterra, Belarús i Finlàndia. El seu debut amb la selecció absoluta es va produir el 10 de setembre de 2008, tres setmanes després del seu 20è aniversari, davant de San Marino, on va sortir des de la banqueta i va marcar un gol. Només Włodzimierz Lubański havia marcat anteriorment el dia del seu debut amb Polònia essent més jove que Lewandowski, amb 16 anys. Jugant a Varsòvia en el partit inaugural de l'Eurocopa 2012 contra Grècia, Lewandowski va marcar el primer gol de la competició després d'una assistència de Jakub Błaszczykowski; finalment seria anomenat home del partit. Va jugar els tres partits de Polònia durant el torneig, quedant eliminada la selecció amfitriona en la fase de grups després de sumar només dos punts.
Després del seu gol en l'Eurocopa, Lewandowski va passar per una mala ratxa amb la selecció nacional, marcant només dos gols de penal en una victòria per 5-0 contra San Marino en la fase de classificació per al Mundial del Brasil de 2014. No obstant, va aconseguir marcar el gol de l'empat contra Montenegro el 6 de setembre de 2013.
El 7 de setembre de 2014 va marcar 4 gols contra Gibraltar en una victòria per 0-7 de Polònia en el primer partit de la fase de classificació per a l'Eurocopa 2016.

## Estil de joc
Lewandowski és considerat com un dels millors davanters del món, i és considerat per molts com un dels millors davanters centre de tots els temps. Rematador precís i eficaç amb el cap i amb els dos peus, Lewandowski és un golejador prolífic. Es diu que és un davanter complet, que posseeix gairebé totes les qualitats necessàries d'un número nou tradicional: altura, força, equilibri, velocitat, moviment intel·ligent i habilitat amb ambdós peus. Encara que es desenvolupa sobretot com a caçagols a l'àrea, gràcies al seu sentit de la posició, la seva capacitat per disparar a la primera, la seva força en el joc aeri i el seu potent tret amb ambdós peus, la seva excel·lent tècnica, la seva rapidesa de peus, el bon regat, la visió de joc i el físic també li permeten aguantar la pilota d'esquena a la porteria i fer que els seus companys entrin en joc o guanyin faltes per al seu equip en posicions útils; tot i que sovint funciona com a davanter en solitari o com a atacant. També ha destacat pel seu ritme de treball i la seva contribució defensiva sense pilota, i és capaç de situar-se en posicions més profundes al camp, per crear espais per als seus companys amb els seus moviments, o sorprendre els defensors realitzant carreres ofensives tardanes i sobtades cap a l'àrea. Lewandowski és un llançador de penals precís i ha demostrat en diverses ocasions la seva fredor i compostura al punt de penal; també és capaç de marcar des de llarga distància, i ha estat conegut per llançar tirs lliures. A més de la seva capacitat de joc, Lewandowski també ha estat elogiat per la seva excel·lent ètica de treball, la seva forma física, la seva mentalitat i la seva disciplina, tant al terreny de joc com als entrenaments, per part d'experts, jugadors i directius.

## Palmarès

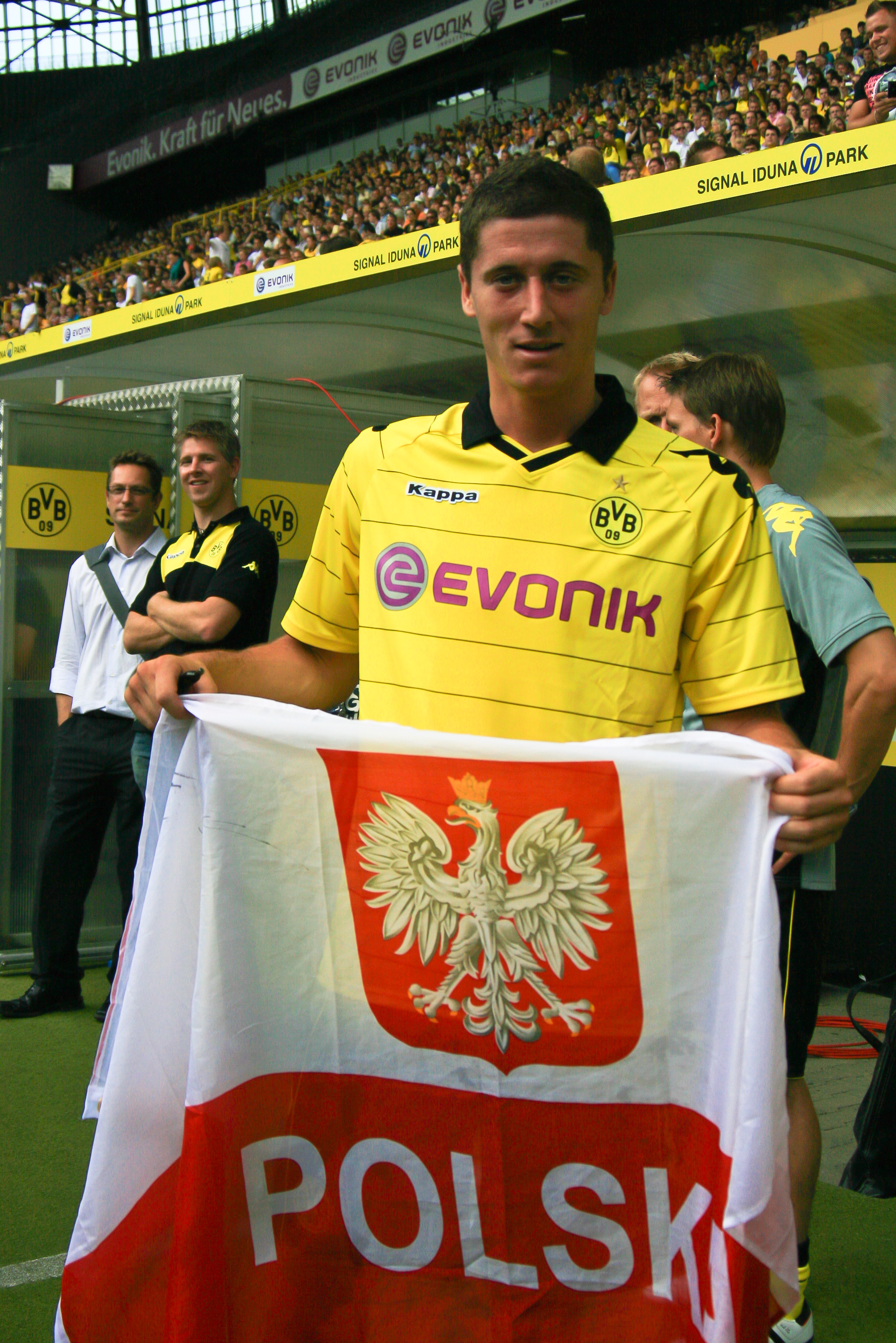
Lewandowski celebrant un títol amb el Borussia.

### Club
Znicz Pruszków
- Tercera divisió de Polònia (1): 2006–07

Lech Poznań
- Primera Divisió polonesa (1): 2009–10
- Copa de Polònia (1): 2008–09
- Supercopa polonesa (1): 2009

Borussia Dortmund
- Bundesliga (2): 2010–11, 2011–12
- DFB-Pokal (1): 2011–12
- DFL-Supercup (1): 2013

Bayern de Múnic
- Campionat del Món (1): 2020
- Lliga de Campions de la UEFA (1): 2019-20
- Supercopa d'Europa (1): 2020
- Bundesliga (8): 2014–15, 2015–16, 2016–17, 2017–18, 2018–19, 2019–20, 2020–21, 2021–22
- DFB-Pokal (3): 2015–16, 2018–19, 2019–20
- DFL-Supercup (5): 2016, 2017, 2018, 2020, 2021

FC Barcelona
- Supercopa d'Espanya (2): 2023,[68] 2025[69]
- Lliga espanyola (2): 2022-23,[70] 2024-25
- Copa del Rei (1): 2024–25[71][72]

### Individual
- Màxim golejador de Tercera Divisió (Polònia): 2006–07 (15 gols)
- Màxim golejador de Segona Divisió (Polònia): 2007–08 (21 gols)
- Màxim golejador de Primera Divisió (Polònia): 2009–10 (18 gols)
- Màxim golejador de la DFB-Pokal: 2011–12 (7 gols), 2016-17 (5 gols), 2017-18 (6 gols), 2018-19 (7 gols), 2019-20 (6 gols)
- Màxim golejador de la Bundesliga: 2013–14 (20 gols),[73] 2015-16 (29 gols), 2017-18 (22 gols), 2018-19 (22 gols), 2019-20 (34 gols), 2020-21 (41 gols), 2021-22 (35 gols)
- Màxim golejador de la lliga espanyola: 2022-23 (23 gols)
- Màxim golejador de la Lliga de Campions de la UEFA: 2019–20 (15 gols)
- Màxim assistent de la Lliga de Campions de la UEFA: 2019–20 (6 assistències)
- Jugador polonès revelació de l'any: 2008
- Millor jugador de la Lliga polonesa: 2009
- Millor jugador polonès de l'any: 2011, 2012, 2013
- Premi Muller: 2022[74]
- Bota d'Or: 2020-21, 2021-22
- Premi The Best FIFA: 2020, 2021
- Premi al Millor Jugador de la UEFA: 2019-20
- Player of the Year: 2020, 2021